# Степанківський (гідрологічний заказник)
Степа́нківський — гідрологічний заказник місцевого значення у Золотоніському районі Черкаської області.

## Опис
Заказник площею 28,4 га розташовано на болоті в заплаві р. Суха Оржиця у c. Степанівка.
Як об'єкт природно-заповідного фонду створено рішенням Черкаського облвиконкому від 14.04.1983 р. № 205. Землекористувач або землевласник, у віданні якого знаходиться заповідний об'єкт — Шрамківська сільська громада.
Основною метою створення заказника є регуляція гідрологічного режиму  річки Суха Оржиця.